# 李瑸
李瑸，山东长山（今山东邹平）人，是一名清朝政治人物。岁监生出身。
李瑸曾于1710年接替鲍学沛任青浦县知县一职，1713年由洪亮采接任。